# Голубянка Киана
Голубянка Киана, или голубянка Циана, или голубянка синяя (лат. Glabroculus cyane), — вид бабочек из семейства голубянки.

## Этимология названия
Киана (римская мифология) — сицилийская нимфа, превращенная в источник.

## Описание
Длина переднего крыла 10—17 мм. Крылья самцов сверху блестящие, голубовато-синего цвета. У самок крылья бурые с налётом из блестящих синих чешуек, светлыми пятнами у внешнего края переднего крыла и оранжевыми у внешнего края заднего крыла. на нижней стороне крыльев контрастный рисунок, образованный чёрными пятнами на белёсом фоне. У внешнего края крыла проходит ряд ярко-оранжевых пятен.

## Ареал и места обитания
Горы Южной Сибири, Нижнее и Среднее Поволжье, Южный Урал, Казахстан, Узбекистан, Киргизстан. Локальный и редкий вид в Восточной Европе. В России вид известен по нескольким находкам в юго-восточных регионах европейской части. Вид встречается очень локально в Саратовской области, Самарской области, Оренбургской области. В Башкортостане известен по старым находкам. Бабочки населяют остепненные территории в лесостепной и степной зоне, полупустыни, щебнистые склоны южных экспозиций, остепненные склоны с выходами скальных пород, отмечены в меловых степях.

## Биология
За год развивается одно поколение. Время лёта наблюдается в июне — июле. Бабочки кормятся на соцветиях гониолимона (Goniolimon speciosum), очень часто на цветы нивяника обыкновенного (Leucanthemum vulgare).
Самки после спаривания откладывают яйца по-штучно на цветы, стебли и нижнюю сторону листьев кормовых растений гусениц — гониолимон и кермек.